# Dieter Schmitt (Politiker)

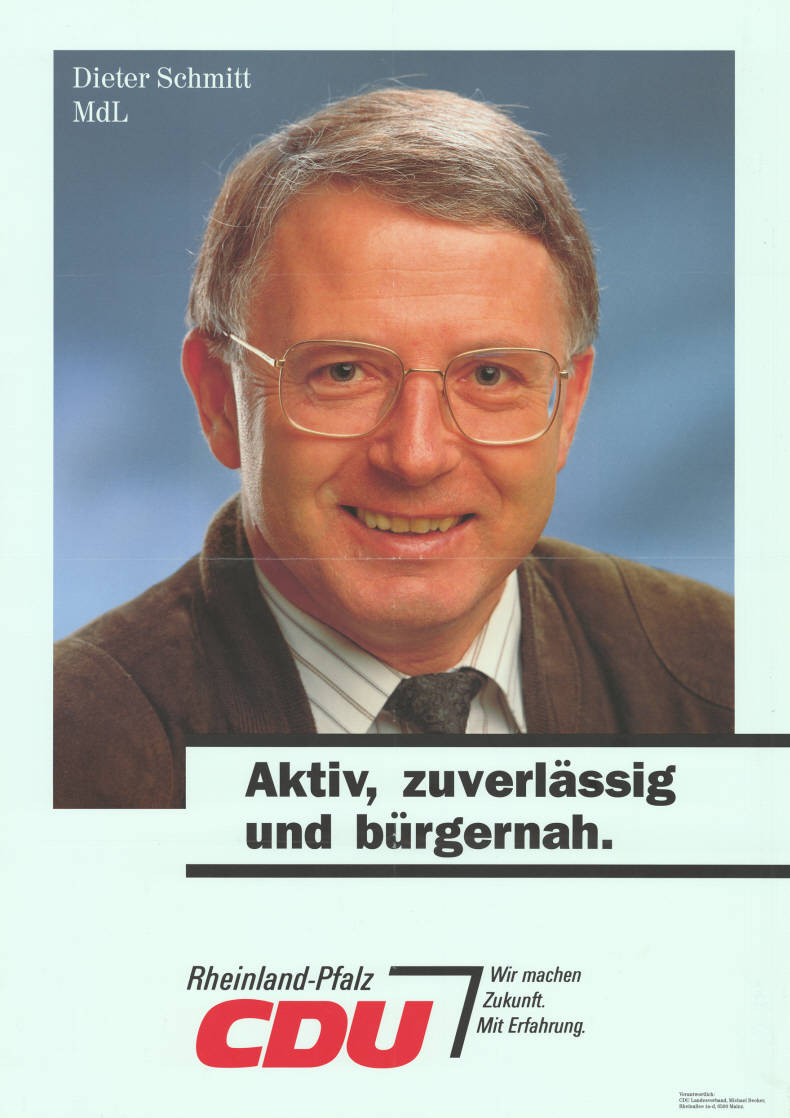
Wahlplakat 1991

Dieter Schmitt (* 13. November 1944 in Meurich, heute Kirf-Meurich) ist ein deutscher Politiker (CDU).

## Leben und Beruf
Nach der mittleren Reife besuchte Schmitt eine landwirtschaftliche Fachschule und eine Landvolkhochschule. Von 1963 bis 1972 war er als Landwirt und anschließend als Geschäftsführer eines Maschinen- und Betriebshilfsrings tätig.
Schmitt ist verheiratet und hat zwei Kinder.

## Politik
Schmitt trat 1963 der CDU bei. 1974 wurde er Mitglied des Ortsgemeinderats Fisch und des Kreistages Trier-Saarburg. 1989 wurde er Ortsbürgermeister der Ortsgemeinde Fisch und 1999 erster Beigeordneter des Landkreises Trier-Saarburg. Von 1985 bis 2006 war er Abgeordneter im rheinland-pfälzischen Landtag. Er vertrat dort den Wahlkreis 26 (Konz/Saarburg) und war unter anderem Vorsitzender des Ausschusses für Landwirtschaft und Weinbau sowie stellvertretender Vorsitzender der CDU-Landtagsfraktion. Nach 25-jähriger Amtszeit trat er 2014 nicht mehr als Ortsbürgermeister von Fisch an.